# Wijkia filifera
Wijkia filifera là một loài Rêu trong họ Sematophyllaceae. Loài này được (Broth. & Paris ex Tixier) B.C. Tan & Z. Iwats. miêu tả khoa học đầu tiên năm 1993.